# Lisa Do Couto Teixeira
Pour les articles homonymes, voir Do Couto et Teixeira.
 (juin 2024).
La mise en forme du texte ne suit pas les recommandations de Wikipédia : il faut le « wikifier ».
Les points d'amélioration suivants sont les cas les plus fréquents :
- Les titres sont pré-formatés par le logiciel. Ils ne sont ni en capitales, ni en gras.
- Le texte ne doit pas être écrit en capitales (les noms de famille non plus), ni en gras, ni en italique, ni en « petit »…
- Le gras n'est utilisé que pour surligner le titre de l'article dans l'introduction, une seule fois.
- L'italique est rarement utilisé : mots en langue étrangère, titres d'œuvres, noms de bateaux, etc.
- Les citations ne sont pas en italique mais en corps de texte normal. Elles sont entourées par des guillemets français : « et ».
- Les listes à puces sont à éviter, des paragraphes rédigés étant largement préférés. Les tableaux sont à réserver à la présentation de données structurées (résultats, etc.).
- Les appels de note de bas de page (petits chiffres en exposant, introduits par l'outil «  Source ») sont à placer entre la fin de phrase et le point final[comme ça].
- Les liens internes (vers d'autres articles de Wikipédia) sont à choisir avec parcimonie. Créez des liens vers des articles approfondissant le sujet. Les termes génériques sans rapport avec le sujet sont à éviter, ainsi que les répétitions de liens vers un même terme.
- Les liens externes sont à placer uniquement dans une section « Liens externes », à la fin de l'article. Ces liens sont à choisir avec parcimonie suivant les règles définies. Si un lien sert de source à l'article, son insertion dans le texte est à faire par les notes de bas de page.
- La présentation des références doit suivre les conventions bibliographiques. Il est recommandé d'utiliser les modèles {{Ouvrage}}, {{Chapitre}}, {{Article}}, {{Lien web}} et/ou {{Bibliographie}}. Le mode d'édition visuel peut mettre en forme automatiquement les références.
- Insérer une infobox (cadre d'informations à droite) n'est pas obligatoire pour parachever la mise en page.

Pour une aide détaillée, merci de consulter Aide:Wikification.
Si vous pensez que ces points ont été résolus, vous pouvez retirer ce bandeau et améliorer la mise en forme d'un autre article.
Lisa Do Couto Teixeira est une actrice française.
Elle est notamment connue pour ses rôles dans les séries O.P.J. et Bugarach.

## Biographie
Lisa Do Couto Teixeira est formée de 2018 à 2020 au Cours Florent.

### Vie privée
Elle est la sœur de Maxime Do Couto Teixeira, footballeur professionnel.

## Filmographie
Sauf indication contraire, les informations mentionnées dans cette section peuvent être confirmées par les bases de données cinématographiques IMDb et Allociné,  présentes dans la section « Liens externes ».

### Cinéma

#### Longs métrages
- 2021 : Barbaque de Fabrice Eboué : Chloé
- 2024 : U.S. Palmese (en) de Marco et Antonio Manetti : Sandrine
- 2024 : Loups-garous de François Uzan : Clara

#### Courts métrages
- 2022 : Fuir ou Mourir de Mario Valot : Louise

### Télévision

#### Séries télévisées
- 2020 : Skam France/Belgique : Judith
- 2023 : Sophie Cross - Saison 2, épisode 2 : Sarah Tillie
- 2023 : O.P.J. : Tahia Ethève
- 2024 : Bugarach de Fabien Montagner : Tessa

#### Téléfilms
- 2021 : Suit Up de Sarah Jacquier : Camille

#### Clips publicitaires
- 2016 : Macdonalds[2]
- 2016 : Shooting pour Milk magazine
- 2018 : Campagne pour Instagram
- 2019 : Campagne Carrefour
- 2019 : Campagne KFC
- 2019 : Offwhite/Nike
- 2019 : Google
- 2019 : Orange
- 2020 : Sephora
- 2020 : Campagne Gichancy